# BASF
BASF je velika diversifikovana hemijska kompanija sa sedištem u Nemačkoj. Akronim BASF je originalno značio Badenska fabrika anilina i sode. Danas je to registrovani brand ove međunarodne kompanije. Deonice BASF-a su u prometu na Frankfurtskoj, Londonskoj, i Ciriškoj berzi. Od 2007 ova kompanije nije više na Njujorškoj berzi.
BASF grupa se sastoji od podružnica i zajedničkih poduhvata u više od 80 zemalja. Ona posluje sa šest integrisanih proizvodnih lokacija i 390 drugih proizvodnih mesta u Evropi, Aziji, Australiji, Amerikama i Africi. Njeno sedište je locirano u Ludvigshafenu na Rajni u Nemačkoj). BASF grupa snabdeva tržišta u preko 200 zemalja. Njeni proizvodi su plasirani u mnoštvu industrija.
Na kraju 2010, kompanija je zapošljavala više od 109,000 ljudi, sa preko 50,800 zaposlenih u Nemačkoj. Te godine BASF-ov prihod je bio €63,87 milijardi a zarada oko €8,1 milijardi. Kompanija proširuje svoje internacionalne aktivnosti, sa posebnim interesom u privredu Azije. Između 1990. i 2005. kompanija je investirala €5,6 biliona u Aziji na lokacijama u Kini i Indiji.

## Literatura
- Abelshauser, Werner. German History and Global Enterprise: BASF: The History of a Company (2004) covers 1865 to 2000
- Beer, John J. The Emergence of the German Dye Industry (1959)

## Spoljašnje veze
- Zvanični veb-sajt